# Okres Náchod
Der Okres Náchod liegt im Nordosten des Královéhradecký kraj (Königgrätzer Region) zwischen dem Riesengebirge (Krkonoše) und dem Adlergebirge (Orlické hory). Der niedrigste Punkt liegt bei 220, der höchste bei 880 ü. M. Mit 852 km² ist er der kleinste Okres in dieser Region, in dem 110.322 Einwohner (Stand 1. Januar 2023) wohnen. 62 % des Bodens können landwirtschaftlich genutzt werden, die Wälder nehmen etwa ein Viertel der Fläche ein. Im Okres befinden sich 78 Gemeinden, zehn davon sind Städte.

## Sehenswürdigkeiten
Auf dem Gebiet des Okres Náchod befindet sich das Touristische Gebiet Glatzer Grenzland (tschechisch Turistická oblast Kladské pomezí), vormals als Jiráskův kraj bekannt. Die Bezeichnung bezieht sich auf den in Hronov geborenen Schriftsteller und Historiker Alois Jírasek.
Der Landkreis Nachod bietet viele Sehenswürdigkeiten, z. B.:
- Adersbacher Felsenstadt (Adršpašsko-teplické skály)
- Naturreservat Braunauer Wände (Broumovské stěny)
- Tischberg Ostaš
- Babiččino údolí
- Mineralquellen in Běloves und Hronov
- Moorgebiete in der Gegend von Velichovky
- Benediktinerkloster Broumov
- Benediktiner-Kloster Police nad Metují
- Stadt und Schloss Náchod
- Stadt und Schloss Nové Město nad Metují
- Schloss Ratibořice
- Schrotholzkirche in Slavoňov aus dem Jahre 1553
- Jaroměř und die Festung Josefstadt (Josefov), erbaut 1780 bis 1787 von Kaiser Joseph II.

## Städte und Gemeinden
Adršpach – Bezděkov nad Metují – Bohuslavice – Borová – Božanov – Broumov – Brzice – Bukovice – Černčice – Červená Hora – Červený Kostelec – Česká Čermná – Česká Metuje – Česká Skalice – Dolany – Dolní Radechová – Hejtmánkovice – Heřmanice – Heřmánkovice – Horní Radechová – Hořenice – Hořičky – Hronov – Hynčice – Chvalkovice – Jaroměř – Jasenná – Jestřebí – Jetřichov – Kramolna – Křinice – Lhota pod Hořičkami – Libchyně – Litoboř – Machov – Martínkovice – Mezilečí – Mezilesí – Meziměstí – Náchod – Nahořany – Nové Město nad Metují – Nový Hrádek – Nový Ples – Otovice – Police nad Metují – Provodov-Šonov – Přibyslav – Rasošky – Rožnov – Rychnovek – Říkov – Sendraž – Šestajovice – Slatina nad Úpou – Slavětín nad Metují – Slavoňov – Šonov – Stárkov – Studnice – Suchý Důl – Teplice nad Metují – Velichovky – Velká Jesenice – Velké Petrovice – Velké Poříčí – Velký Třebešov – Vernéřovice – Vestec – Vlkov – Vršovka – Vysoká Srbská – Vysokov – Zábrodí – Zaloňov – Žďár nad Metují – Žďárky – Žernov